# Минералогический музей имени А. Е. Ферсмана
Минералогический музей им. А. Е. Ферсмана РАН (Минмузей РАН) — академический минералогический музей, крупнейший в России. В основных коллекциях музея более 150 тысяч экспонатов со всего мира: природные кристаллы и другие формы минералов, изделия из камня, драгоценные камни, метеориты.
Основан в 1716 году в Санкт-Петербурге как минеральный кабинет Кунсткамеры. С 1725 года находится в ведении Российской академии наук. Вместе с академией наук музей переехал в Москву в 1934 году и позже был размещён в одном из зданий усадьбы «Нескучный сад», построенном в начале XIX века графом Орловым-Чесменским как манеж, позднее превращённом в зал приёмов при Александрийском дворце.

## История
Минералогический музей имени А. Е. Ферсмана хранит одну из старейших научных музейных коллекций Академии наук в России.
В 1716 году по приказу царя Петра I в Данциге была приобретена коллекция минералов (1195 образцов), которая положила начало Минеральному кабинету Кунсткамеры в Санкт-Петербурге.
В 1725 году она перешла в созданную Академию наук и художеств в Санкт-Петербурге, а Минеральный кабинет стал центром минералогической работы и постепенно вырос в крупное научное учреждение Академии — Минералогический музей. Академик М. В. Ломоносов в 1745 году составил первый минералогический каталог для коллекции отдела камней и земель.
Крупные географические экспедиции академиков П. С. Палласа, И. Г. Георги, И. И. Лепёхина, С. П. Крашенинникова и других (вторая половина XVIII в.) обогатили минералогические и геологические собрания Кунсткамеры. Наряду с большими коллекциями минералов Саксонии, Англии и других стран постепенно накапливается минералогический материал, собранный на рудниках Алтая, Забайкалья, Урала и Северного края. В 80-х годах в Кунсткамере открываются специальные выставки для обозрения публики. К концу XVIII в. коллекция минералов насчитывает уже около 10 тыс. образцов.
Академик В. М. Севергин (1765—1826), возглавлявший в то время Минеральный кабинет Кунсткамеры, превращает коллекцию минералов в научное собрание. В 1836 году в системе Академии наук впервые организационно выделяется Минералогический музей, насчитывающий к этому времени уже до 20 тысяч образцов из месторождений России и других стран.

### Геологический и минералогический музей
Со второй половины XIX века в стенах Академии начинает преобладать чисто геологическое и палеонтологическое направление. Музей в 1898 году получил название «Геологический музей Императорской академии наук», а минералогическая часть существует в нём лишь в виде отдела.
В 1903 году, в год 200-летия основания Санкт-Петербурга, обновленный музей получил имя основателя города и Академии наук и был переименован в «Геологический музей имени императора Петра Великого».
В 1912 году вновь возрождается самостоятельный Минералогический музей. Под руководством академика В. И. Вернадского, при участии старших хранителей музея А. Е. Ферсмана и В. И. Крыжановского заканчивается разбор старинных коллекций XVIII и XIX вв.; собрание пополняется минералами из новых месторождений России. Музей становится центром научной минералогической работы.
После 1917 года директором музея стал академик А. Е. Ферсман. Им были организованы крупные экспедиции в различные районы Советского Союза, которые обогатили коллекции музея материалами большой научной ценности. Музей получил конфискованные частные коллекции, а также пополнился ценными художественными изделиями из поделочного и драгоценного камня.
Официальные названия музея:
- 1836 — Минералогический музей Императорской академии наук[2]
- 1898 — Геологический музей Императорской академии наук[3]
- 1903 — Геологический музей имени императора Петра Великого Императорской академии наук
- 1912 — Геологический и минералогический музей имени Петра Великого Императорской академии наук

В советский период музей был разделён на несколько самостоятельных музеев.

### Переезд в Москву

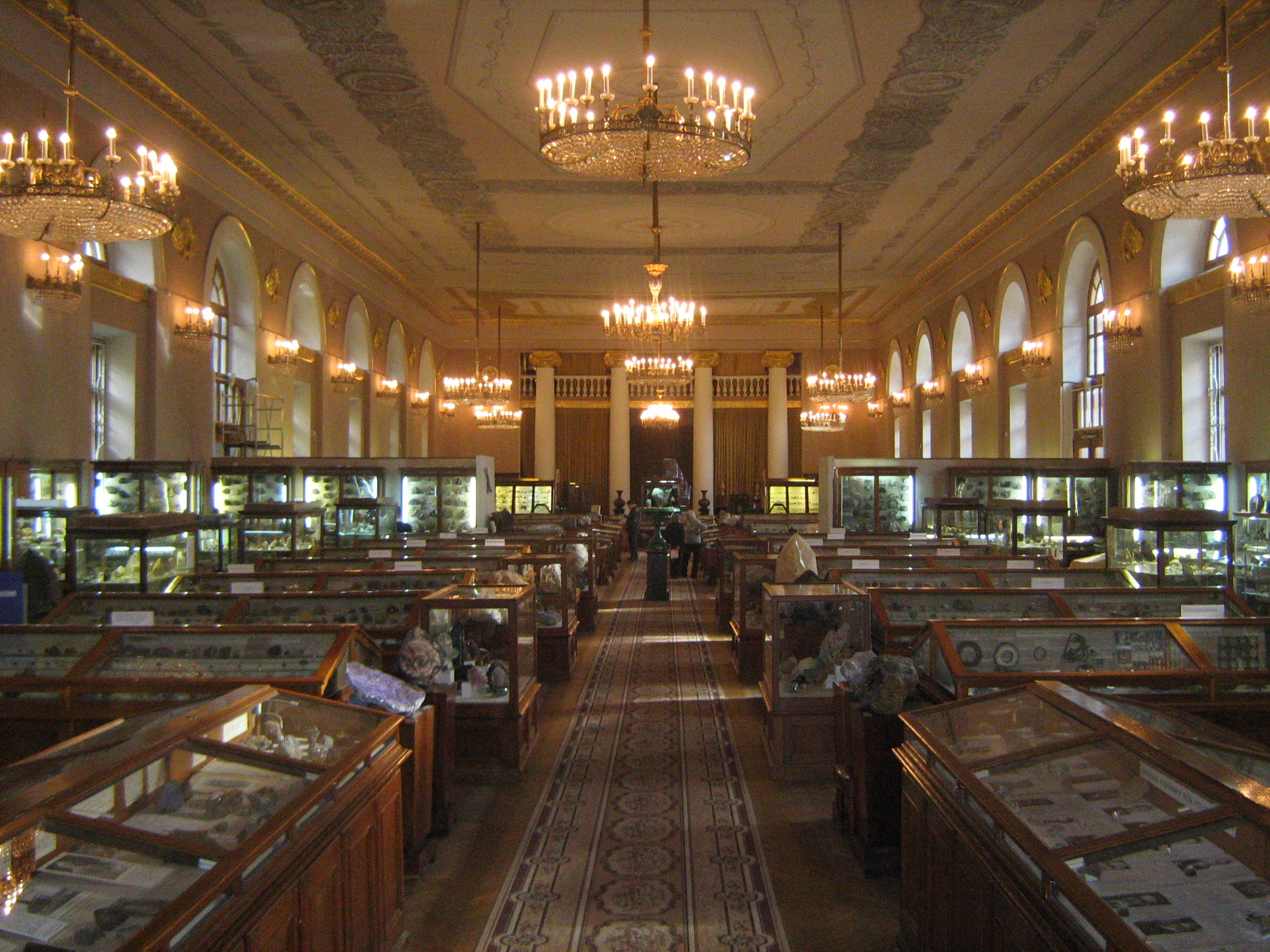
Главный зал музея, 2010 г.

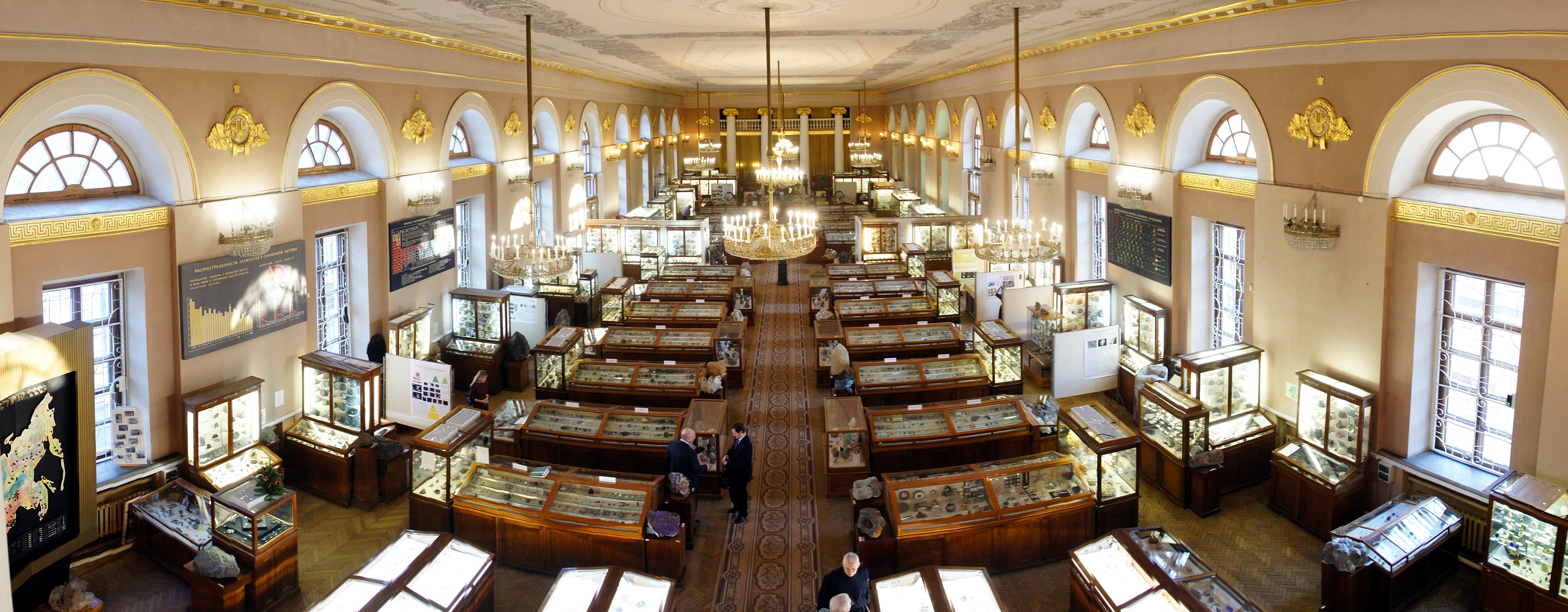
Главный зал музея, 2016 г.

В 1934 году при переводе Академии наук коллекции музея перевезли из Ленинграда в Москву, в составе Института геохимии, минералогии и кристаллографии имени М. В. Ломоносова. Геологическая, петрографическая и палеонтологическая часть коллекции были распределены между другими музеями АН СССР.
С тех пор музей располагается в бывшем манеже графа А. Г. Орлова — памятнике русской архитектуры начала XIX века.
В 1936—1946 годах музей был в составе «Геологическоо музея имени академика А. П. Карпинского» Института геологических наук АН СССР.
В 1946—1955 годах музей был выделен из состава ИГН АН СССР в «Минералогический музей АН СССР», со статусом самостоятельной Лаборатории при ОГГН АН СССР.

### Минералогический музей имени А. Е. Ферсмана
В 1956 году Минералогическому музею АН СССР было присвоено имя академика Александра Евгеньевича Ферсмана. В 1990-е годы музей находился под угрозой и был фактически спасен благодаря 15-летнему директорству Маргариты Новгородовой.
В настоящее время музей является научным хранилищем, содержащим свыше 120 тысяч образцов минералов. В музее имеются карточные каталоги по отдельным минералам и месторождениям, шлифотека по минералам. Собираются результаты исследований минералов из коллекций музея. Основная задача музея — накопление научного минералогического материала из месторождений России и зарубежных стран. Научно-исследовательская работа музея заключается в изучении поступающих коллекций, а также в научной разработке тематики выставок. На материалах музея и результатах полевых работ экспедиций решаются общие вопросы минералогии — систематики минералов, их генезиса, разрабатывается методика изучения отдельных групп минералов и т. п. В научной тематике музея ведущее место занимают вопросы, связанные с изучением общих теоретических вопросов минералогии, а также минералогии месторождений минерального сырья.
Важнейшей задачей музея является популяризация научных знаний и пропаганда результатов достижений российской геологической науки. Музей ведет обмен минералами и научными материалами с музеями и другими учреждениями зарубежных стран. Результаты научной работы публикуются в минералогических сборниках и в отдельных монографиях и альбомах, выпускаемых музеем. Главнейшие результаты и достижения минералогической науки музей стремится отразить на своих выставках. Выставочная часть музея, расположенная в большом зале, имеет много тематических отделов. Среди них «Систематическая коллекция (систематика минеральных видов)», «Метеориты», «Минералы Подмосковья», «Минералы пещер», «Драгоценные камни», «История Музея», «Минералы, открытые в России», «Минералы, названные в честь российских учёных», «Минералообразующие процессы», «Цвета минералов», «Новые поступления» и др.
С марта 2002 года в музее регулярно работает «Московский клуб друзей минералогии» и проводятся еженедельные встречи учёных и любителей камня «Встречи по пятницам». В феврале 2001 г. в музее прошла официальная презентация нового проекта «Минералогическое искусство», а в марте 2006 г. был представлен третий альбом из проекта «Рисуя минералы».
В ноябре 2016 года Минералогический музей отметил своё 300-летие.

### Руководство музеем
Минералогический музей АН СССР
- 1866 — Кокшаров, Николай Иванович
- 1873 — Шмидт, Фёдор Богданович
- 1900 — Чернышёв, Феодосий Николаевич
- 1919 — Ферсман, Александр Евгеньевич
- 1930 — Крыжановский, Владимир Ильич
- 1947 — Белянкин, Дмитрий Степанович
- 1953 — Барсанов, Георгий Павлович

Директора Минералогический музей имени А. Е. Ферсмана АН СССР/РАН:
- 1956 — Барсанов, Георгий Павлович
- 1976 — Орлов, Юрий Леонидович
- 1980 — Соболев, Владимир Степанович
- 1983 — Годовиков, Александр Александрович
- 1995 — Новгородова, Маргарита Ивановна
- 2010 — Гаранин, Виктор Константинович
- 2016 — Плечов, Павел Юрьевич

## Фотогалерея
Экспонаты из собрания Минералогического музея им. А. Е. Ферсмана РАН:

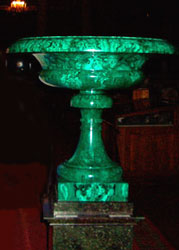
Малахитовая ваза, выполненная в технике русской мозаики.
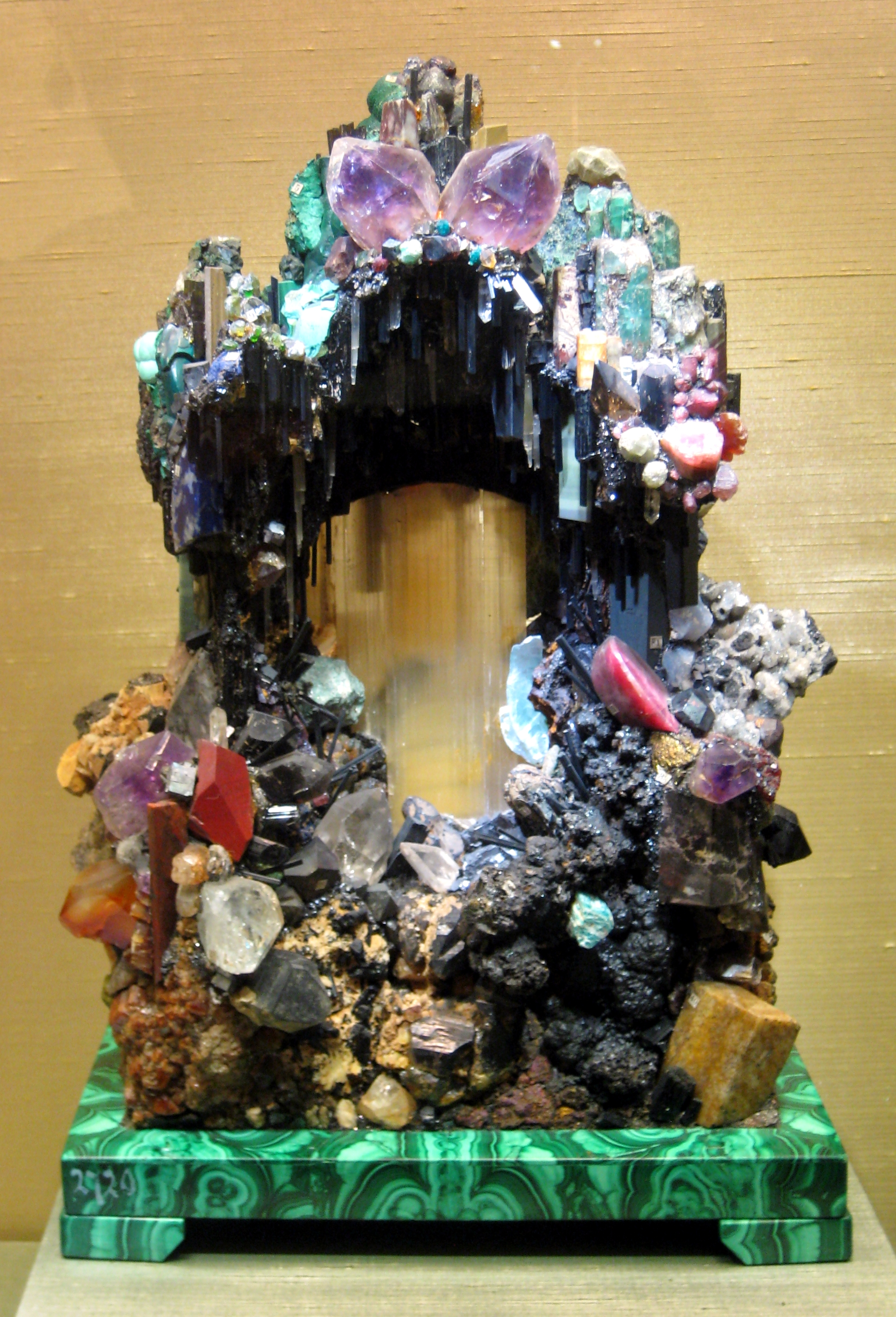
Фирма А. Денисова-Уральского. Горка (коллекция уральских минералов). Екатеринбург, конец XIX — начало XX века.
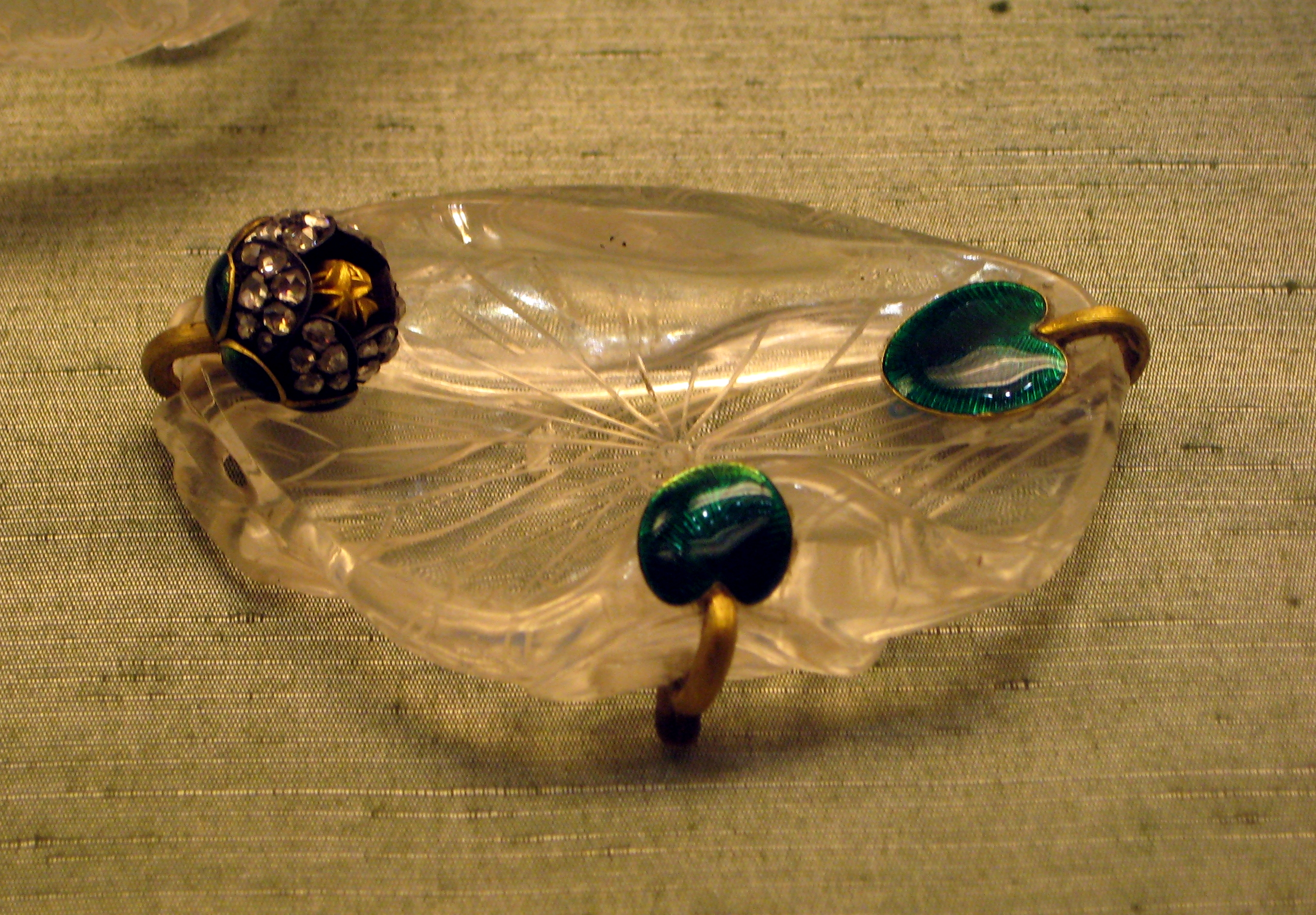
Петергофская гранильная фабрика. Лоточек. Петергоф, 1889 г.
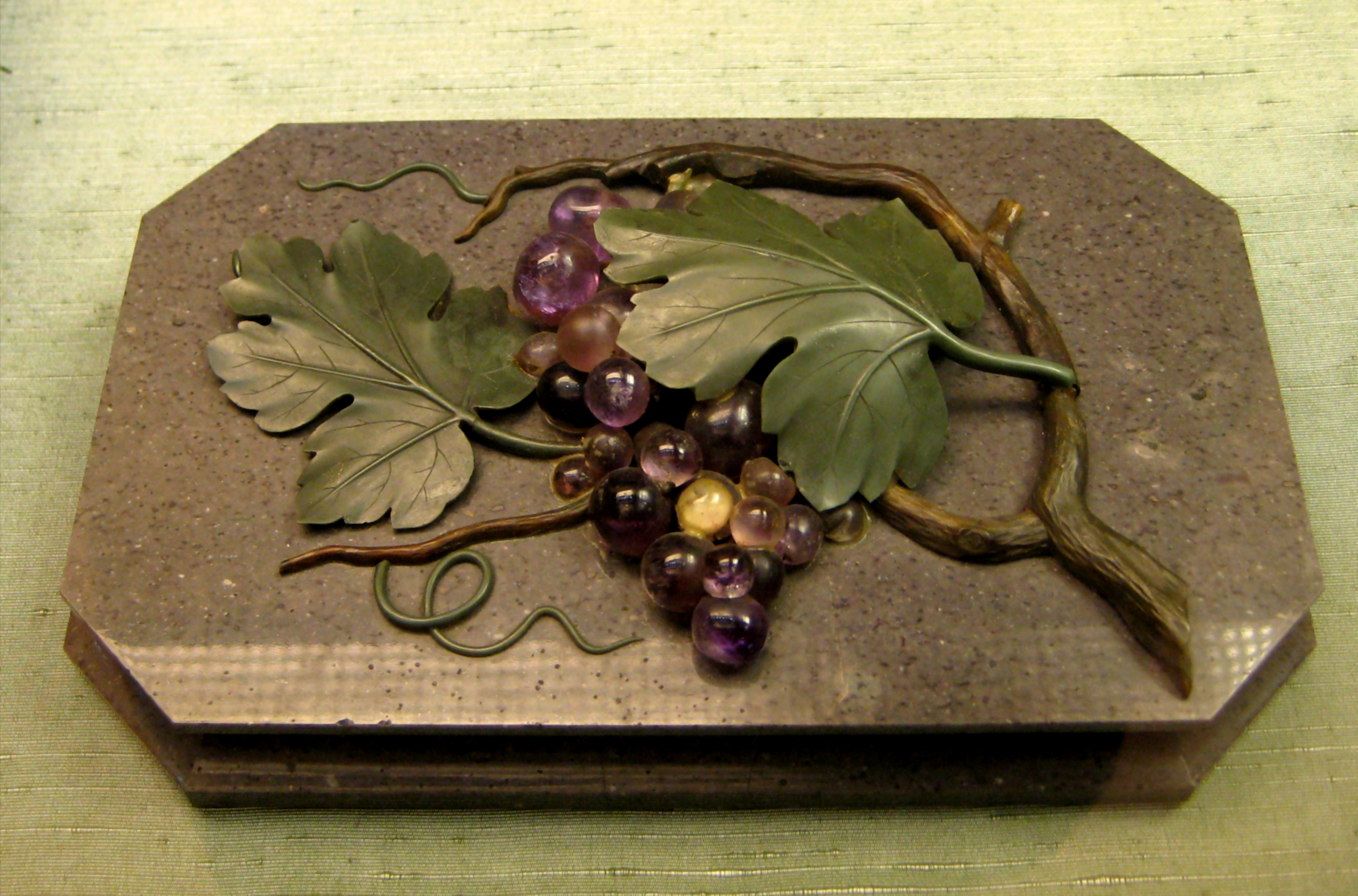
Петергофская гранильная фабрика. Пресс-папье. Петергоф, 1898 г.
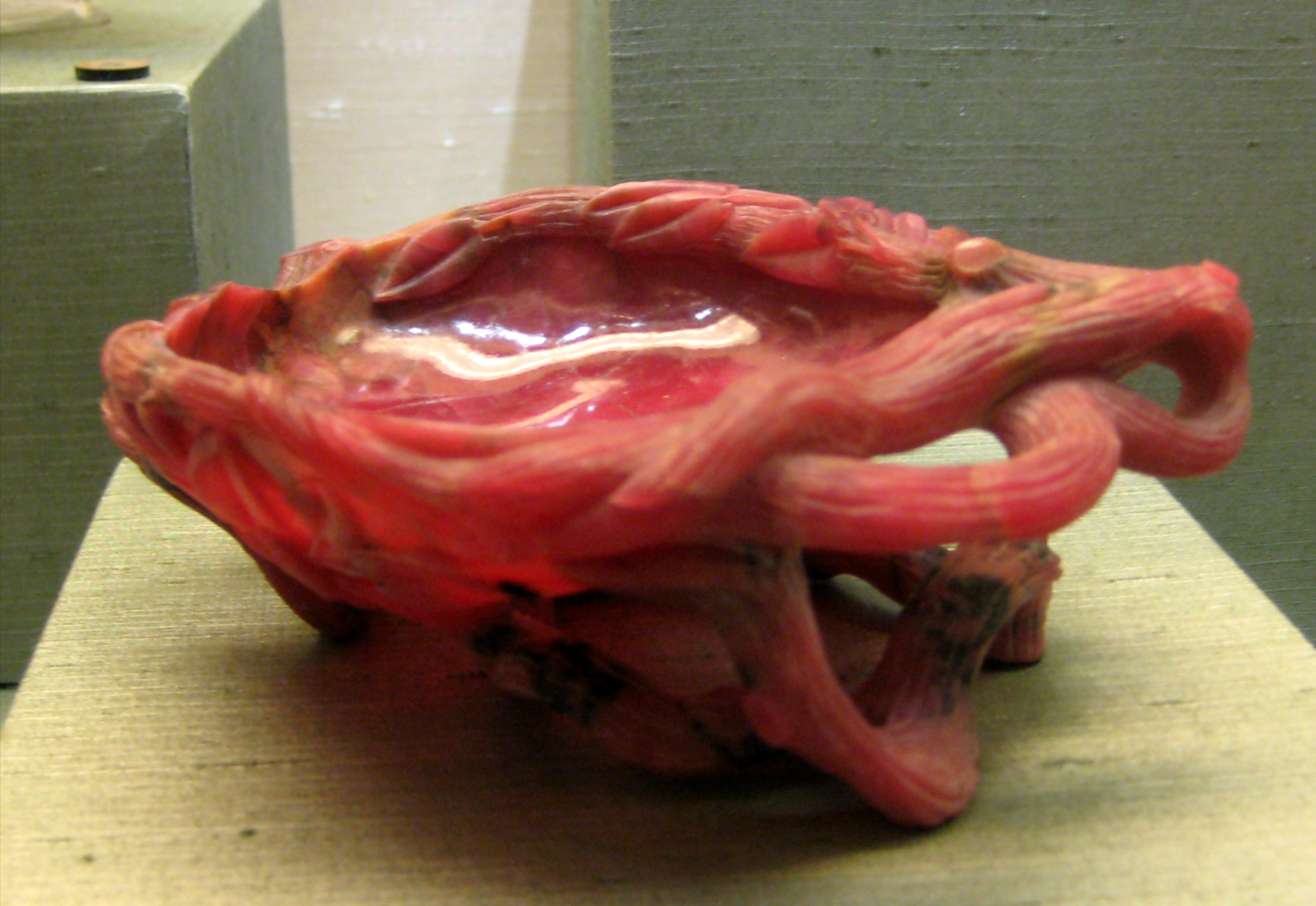
Петергофская гранильная фабрика, проект архитектора А. Гуна. Родонитовая вазочка. Петергоф, 1890-е гг.
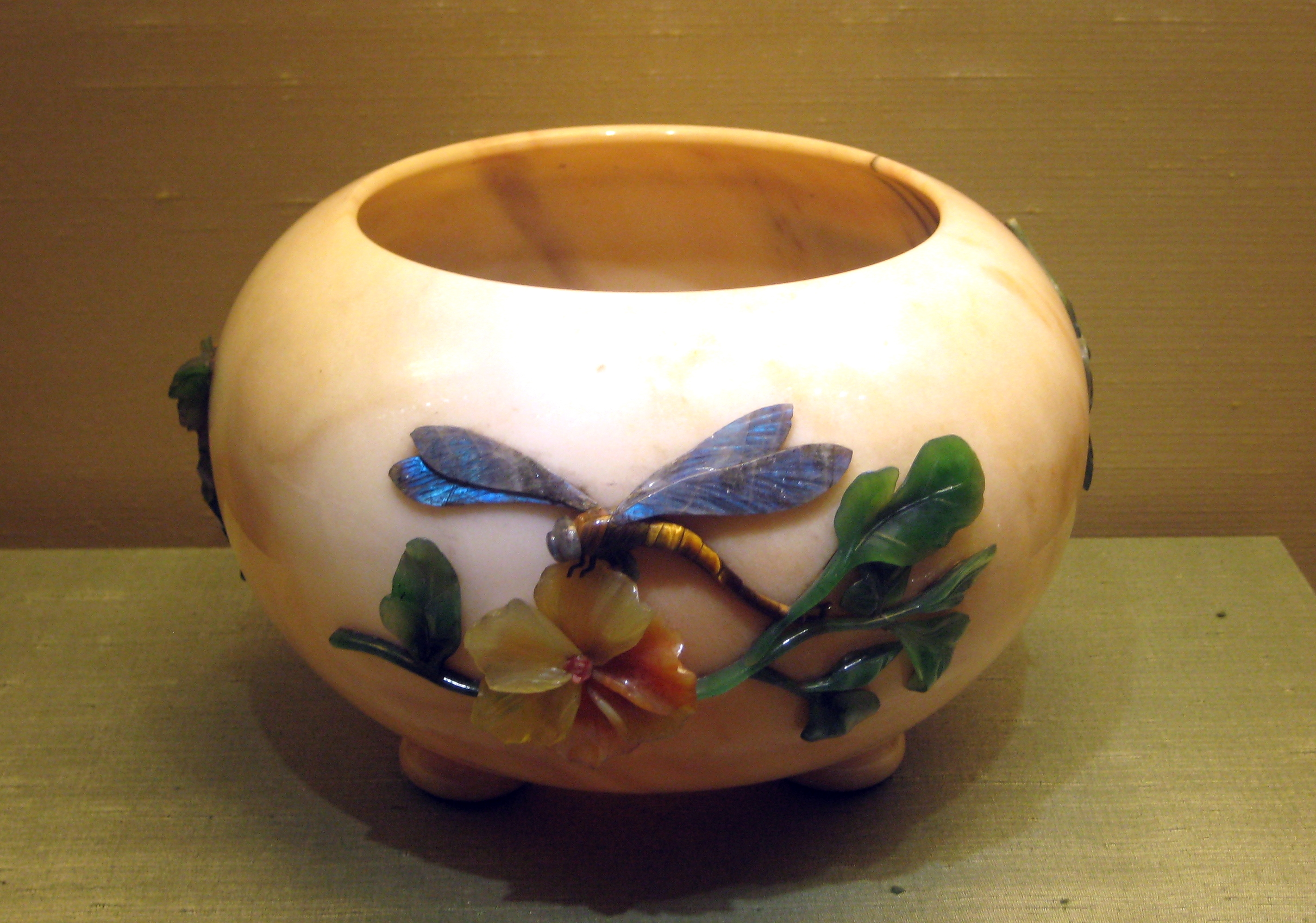
Петергофская гранильная фабрика. Ваза. Петергоф, конец XIX — начало XX в.
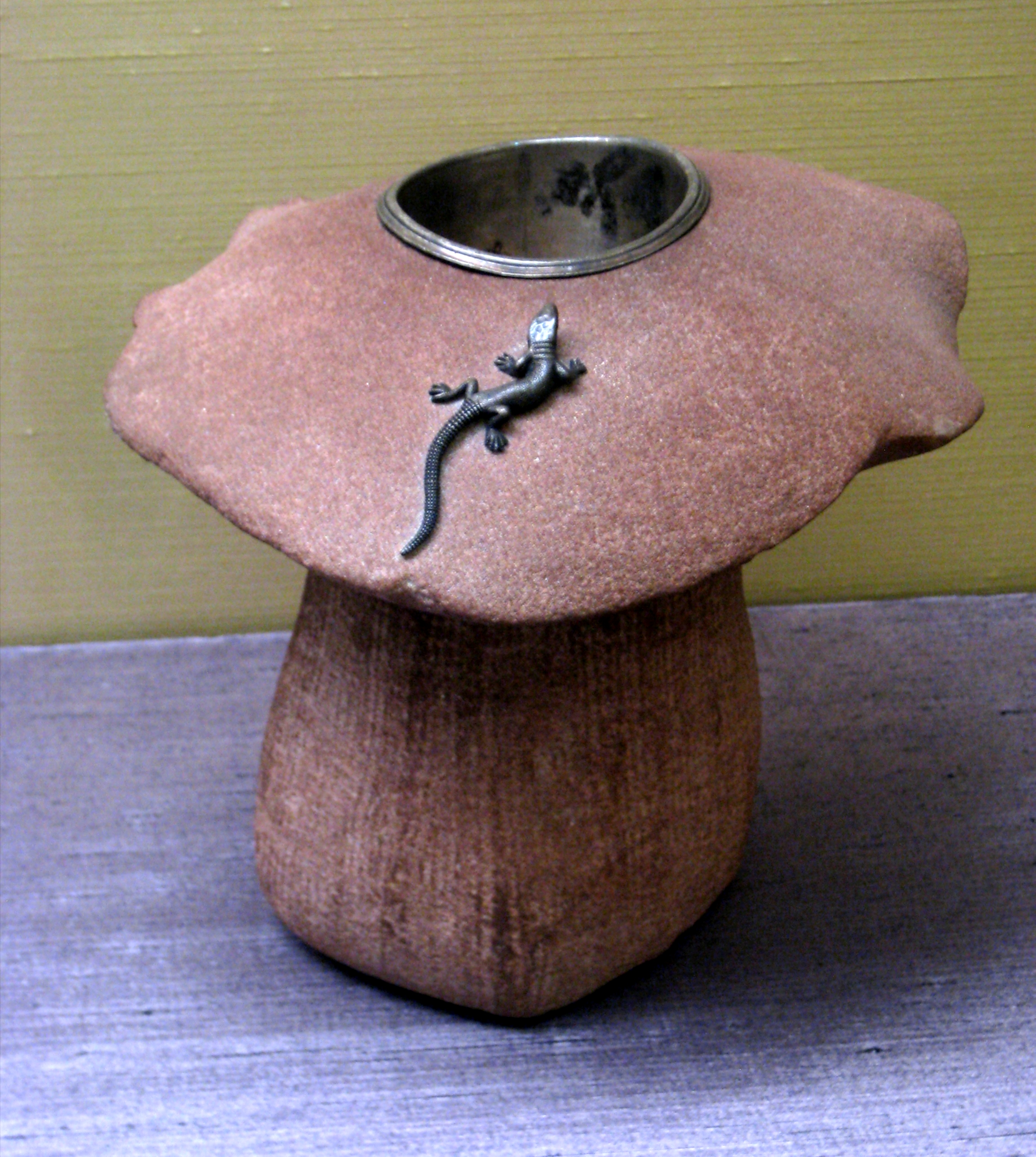
Фирма К. Фаберже, мастер Ю. Раппопорт. Спичечница-чиркалка в виде гриба. Санкт-Петербург, до 1899 г.
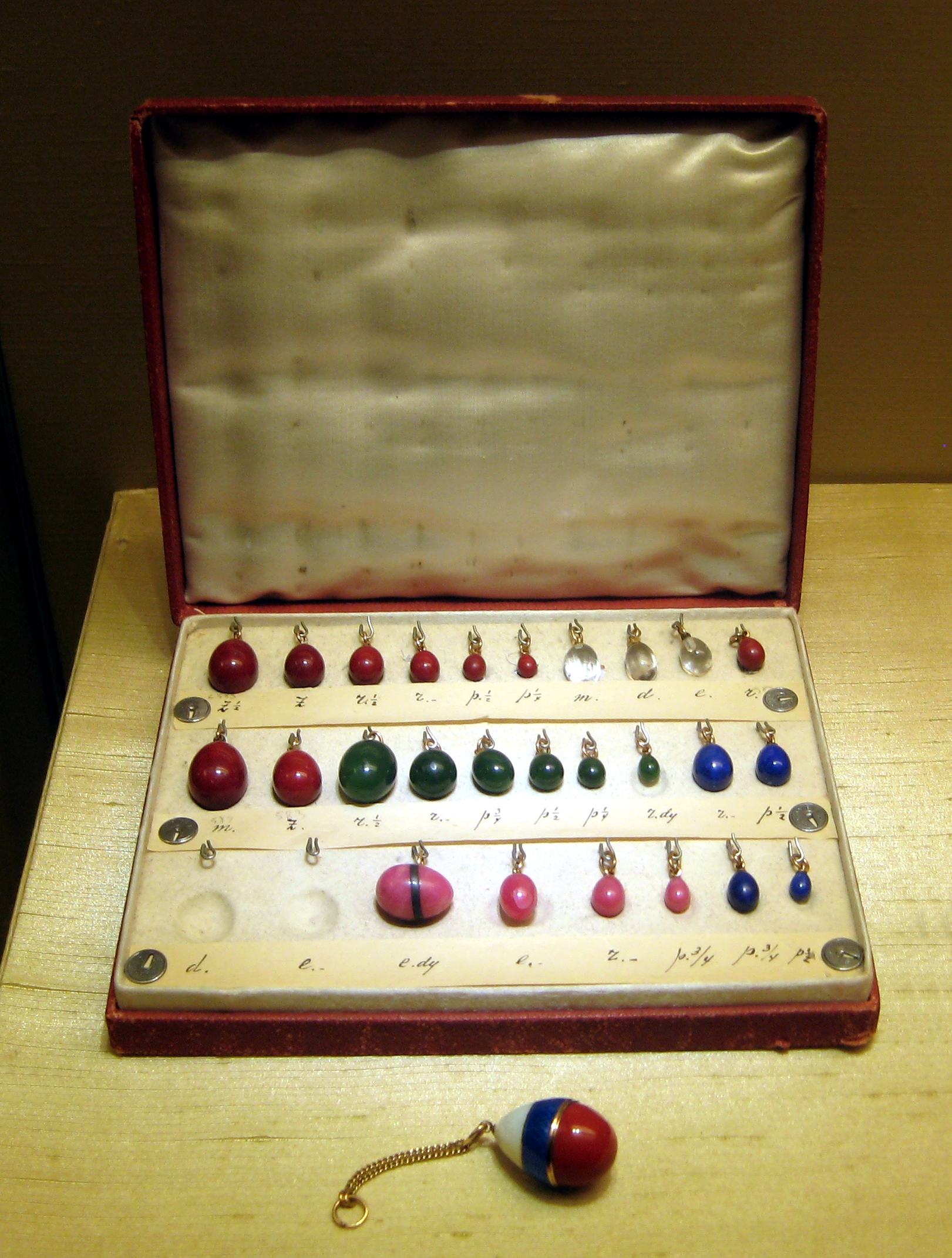
Фирма К. Фаберже. Яйца-подвески. Конец XIX — начало XX в.
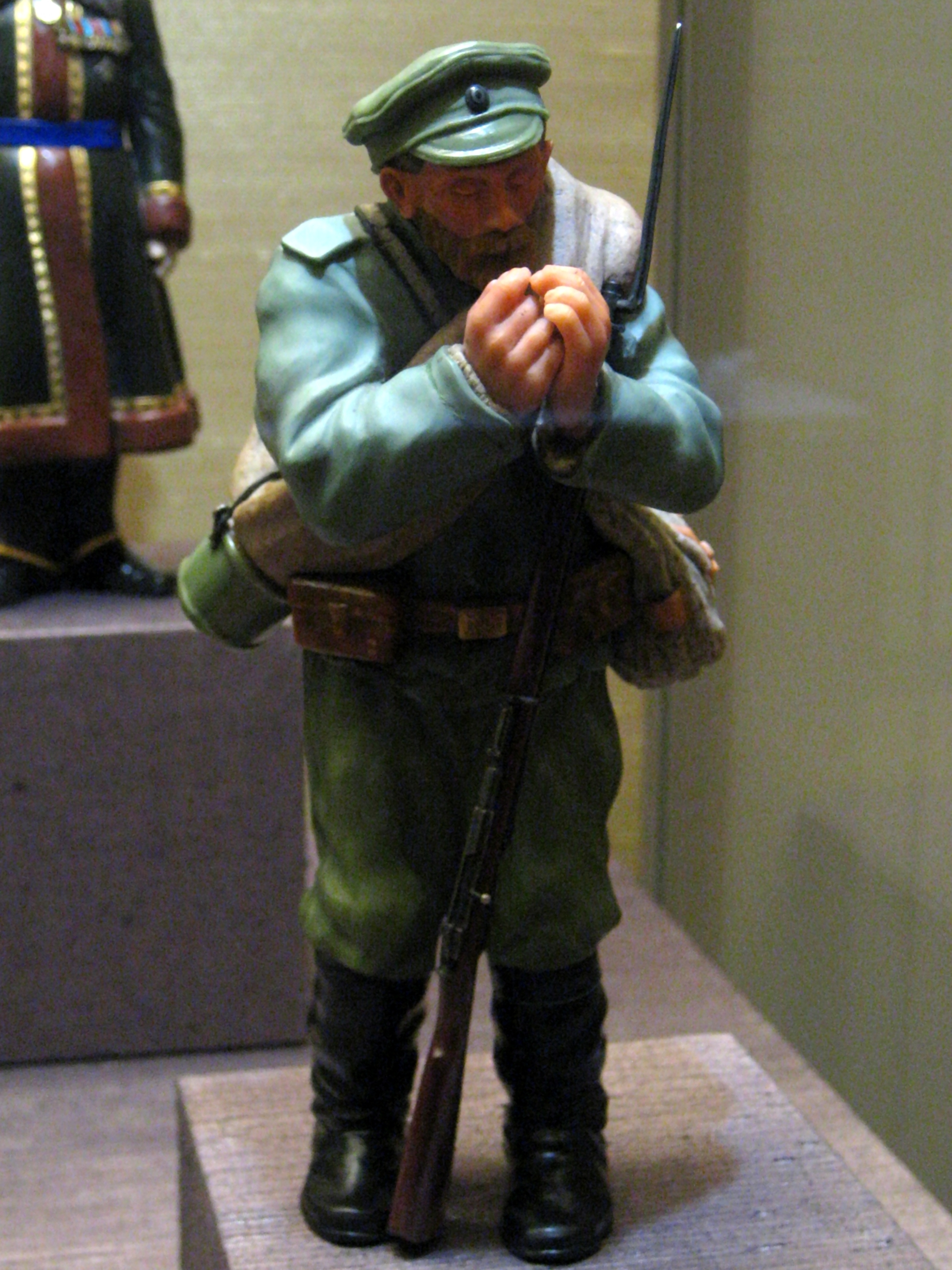
Фирма К. Фаберже, мастер П. М. Кремлев, по рисунку Г. К. Савицкого. Фигурка замерзшего солдата запасного полка 1914 года. Санкт-Петербург, 1915 г.Серебряный самородок "Серебряный рог", подаренный Петру 1 при его посещении Копенгагена
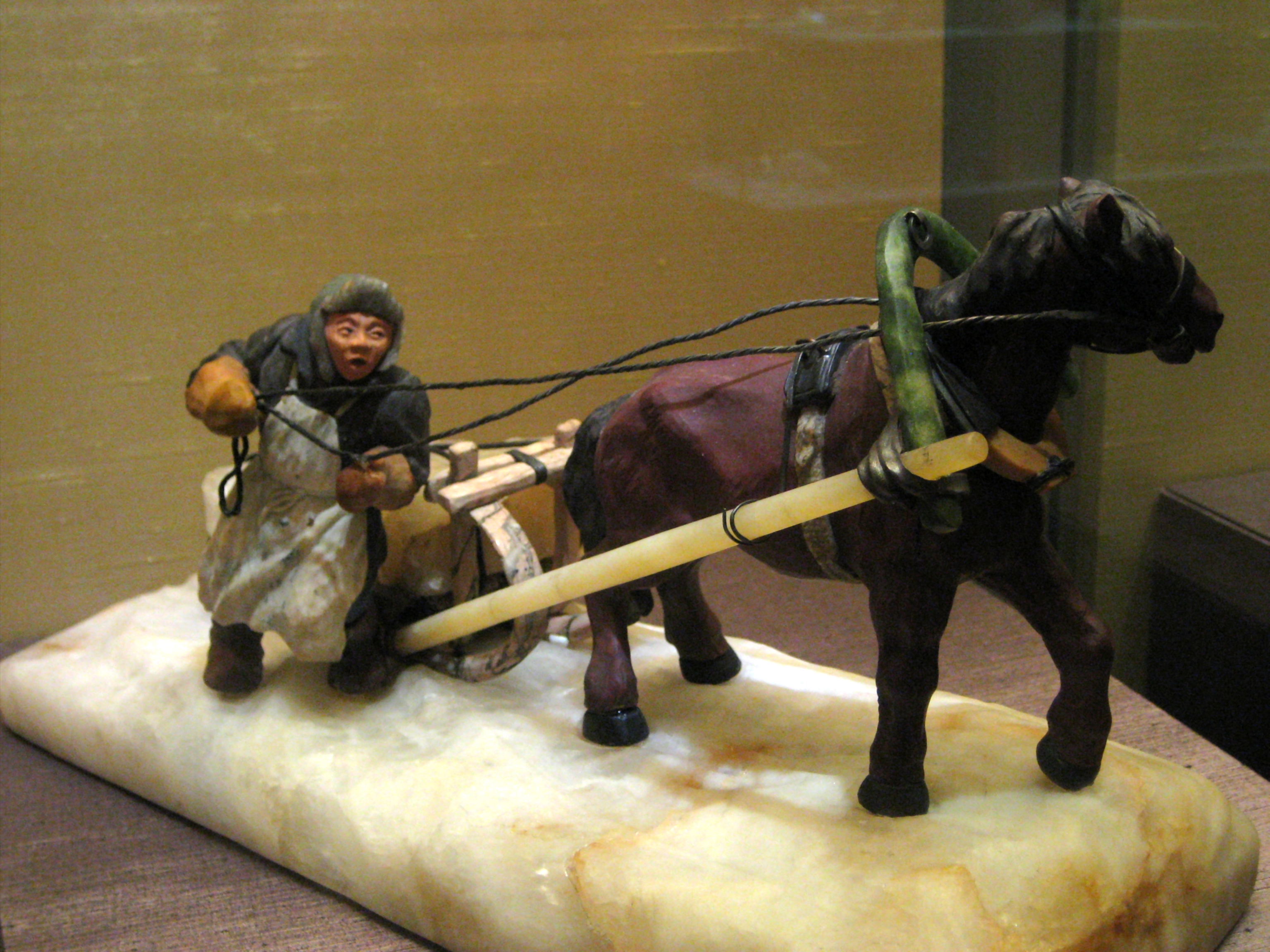
Фирма К. Фаберже, по рисунку Г. К. Савицкого. Композиция «Ледовоз».
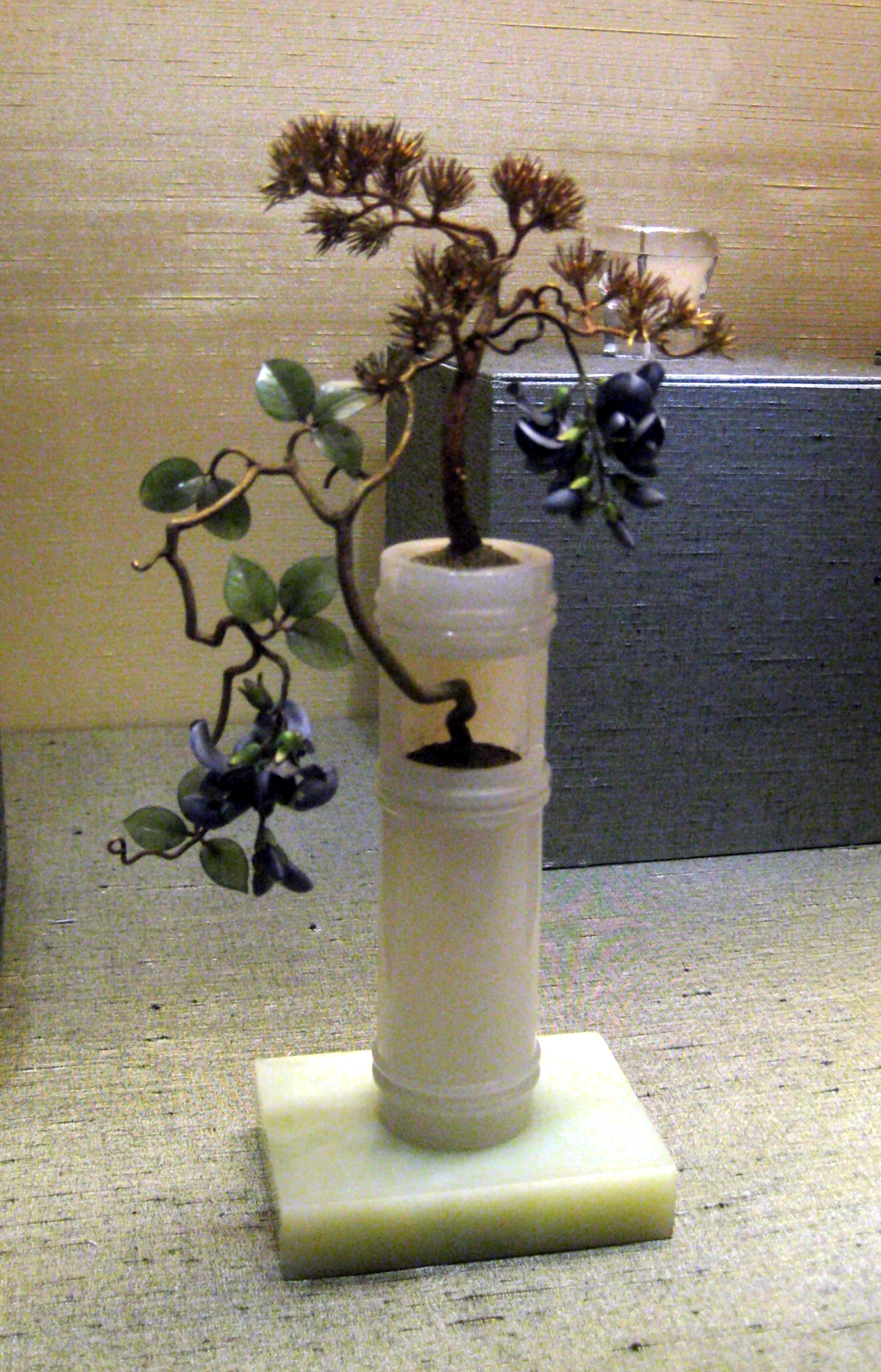
Фирма К. Фаберже, мастер Ф. Афанасьев. Композиция декоративная «Сосна, обвитая лианой». Санкт-Петербург, 1908-1917 гг.
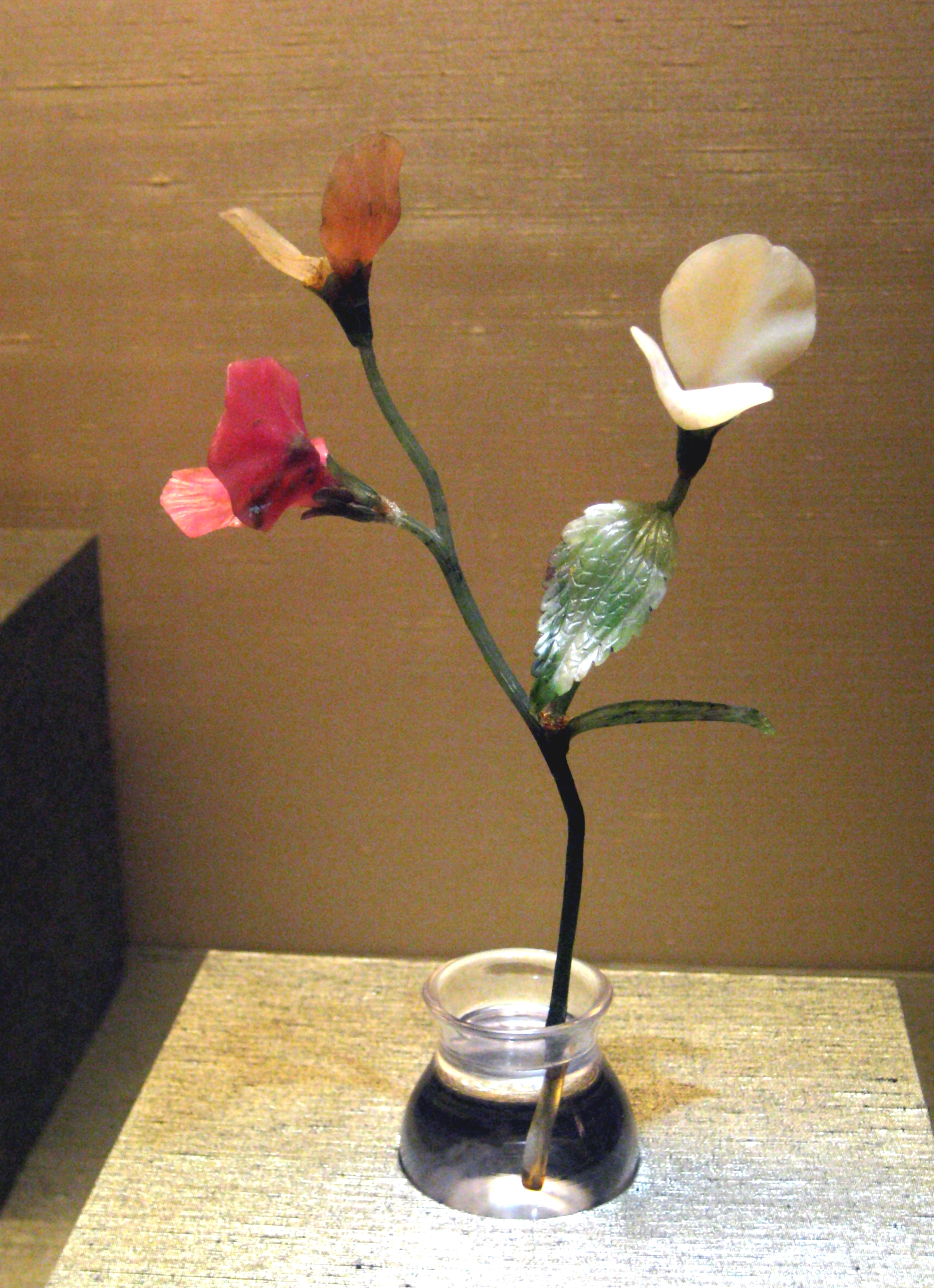
Фирма К. Фаберже. Композиция декоративная «Цветок душистого горошка в вазочке».
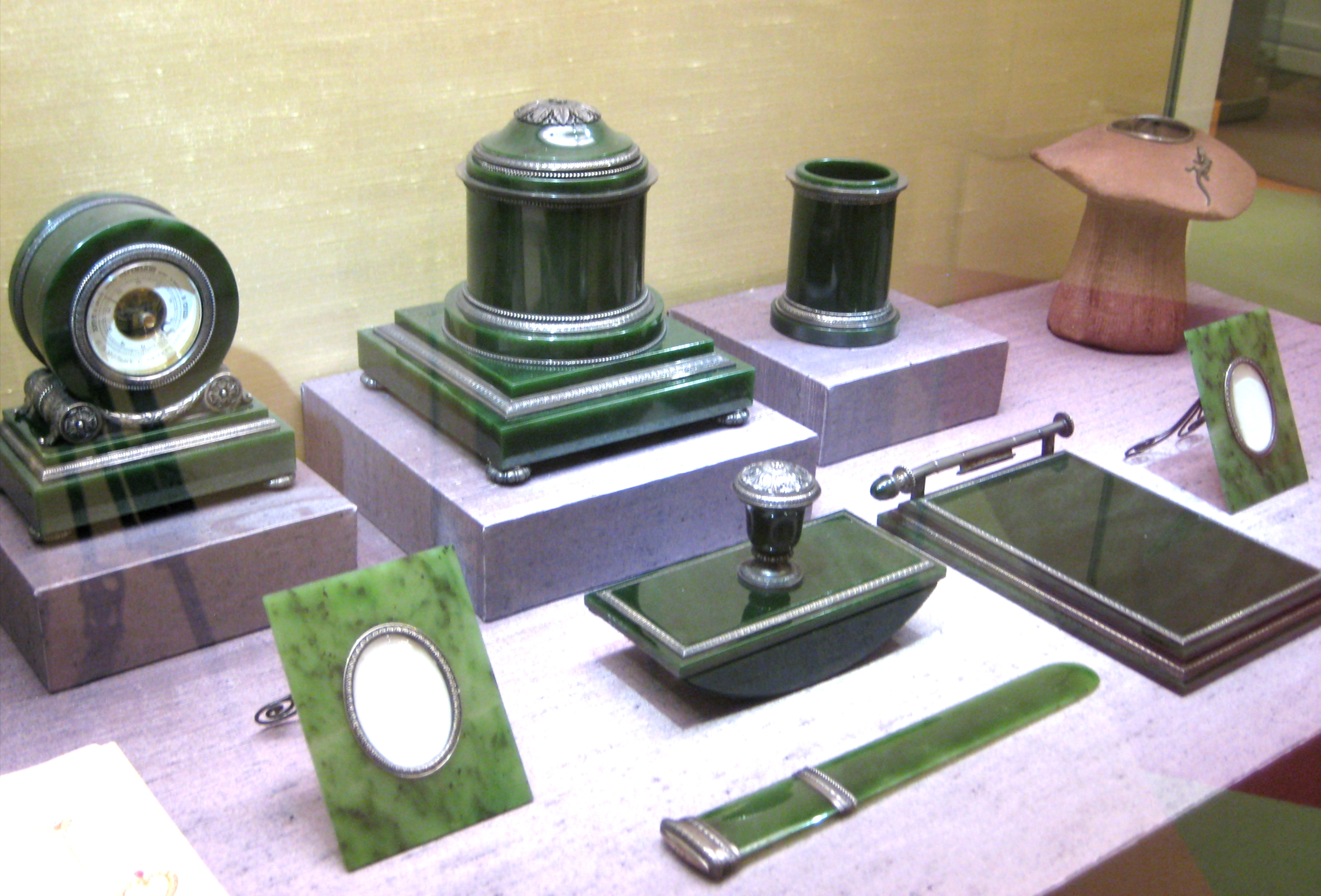
Фирма К. Фаберже, мастер А. Хольстрем. Нефритовый письменный прибор. 1908—1917 гг.
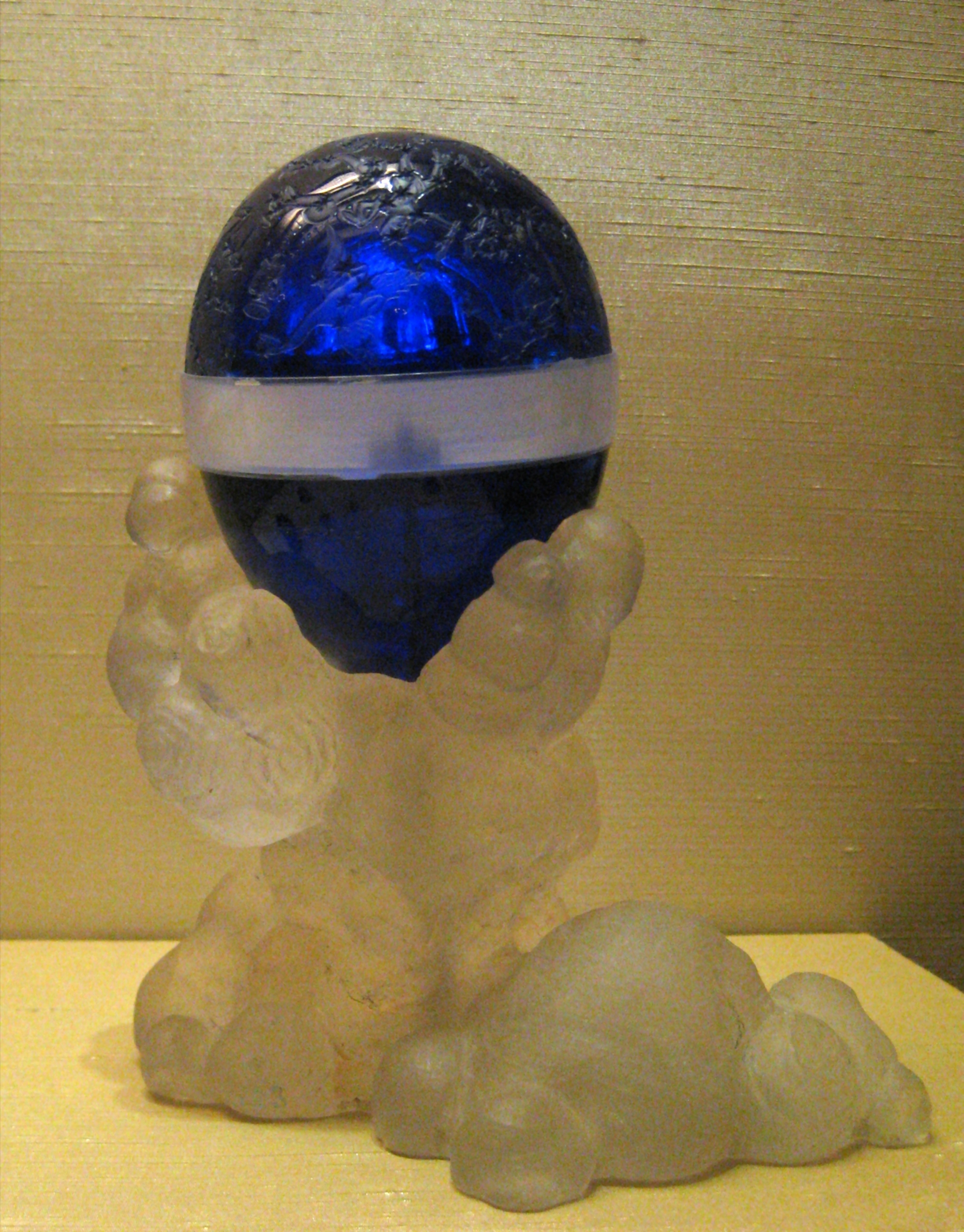
Фирма К. Фаберже. Пасхальное яйцо «Синее созвездие Цесаревича», незаконченное, 1917 г.
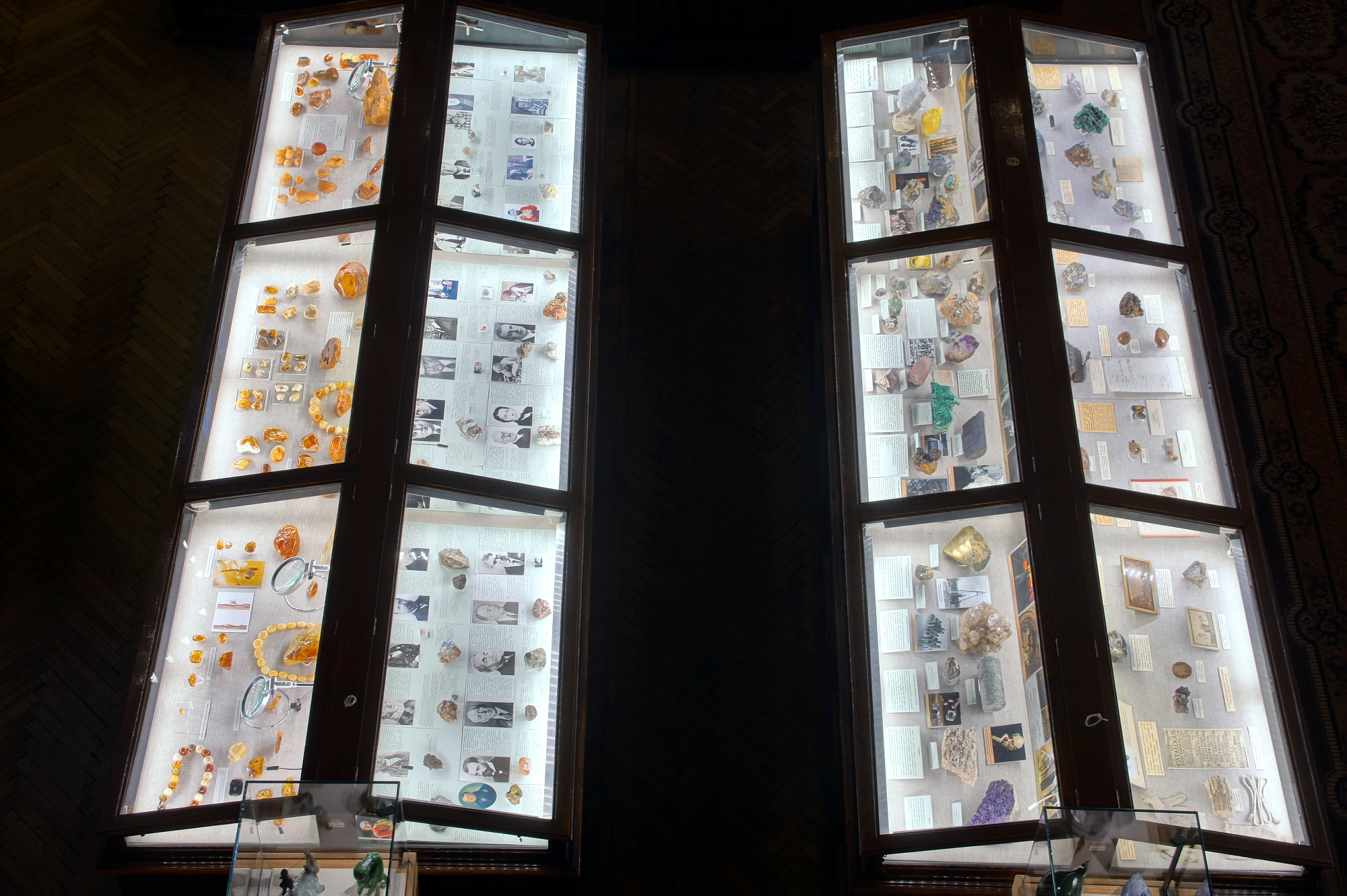
Выставка янтаря, экспозиция 2016 г.
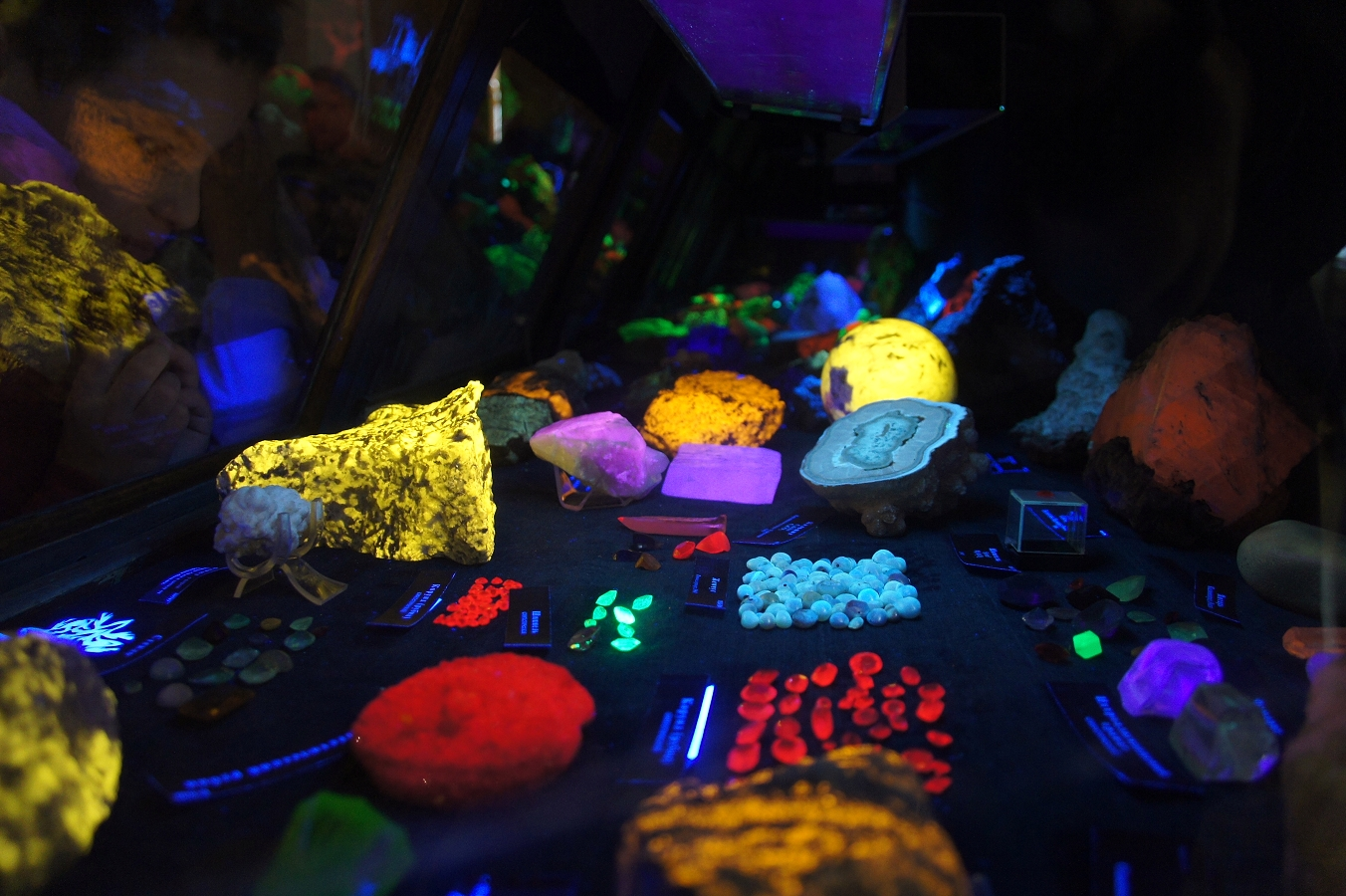
Фотолюминесценция различных минералов под действием ультрафиолетового света.